# Leonor de Távora
Leonor de Távora, född 15 mars 1700, död 13 januari 1759, var en portugisisk mördare. Hon avrättades efter att ha dömts som skyldig till förräderi som centralfigur i den så kallade Távoraaffären.

## Biografi
Leonor de Távora var dotter till Luís Bernardo de Távora och Ana de Lorena och gifte sig 1718 med Francisco de Assis de Távora. Hon följde maken till Indien under hans tid som portugisisk viceguvernör i Portugisiska Indien mellan 1750 och 1754.
Efter parets återkomst till Portugal blev de ledande gestalter i oppositionen mot landets de facto-ledare, Sebastião José de Carvalho e Melo, markis av Pombal. Familjen Távora tillhörde den portugisiska adelns absoluta elit, som rörde sig vid hovet och genom sin rang ansågs nästan jämbördiga med kungahuset, och kunde genom sin ställning samla all den opposition som fanns inom Portugals adel mot Pombal. Leonor de Távora var en ledande gestalt i denna rörelse. Hon ansåg Pombal vara en uppkomling som inte förtjänade sitt inflytande över tronen, och hennes salong utpekades som samlingspunkt för den Pombalfientliga oppositionen. Bland hennes främsta medarbetare fanns hennes biktfader, jesuiten Gabriel Malagrida.

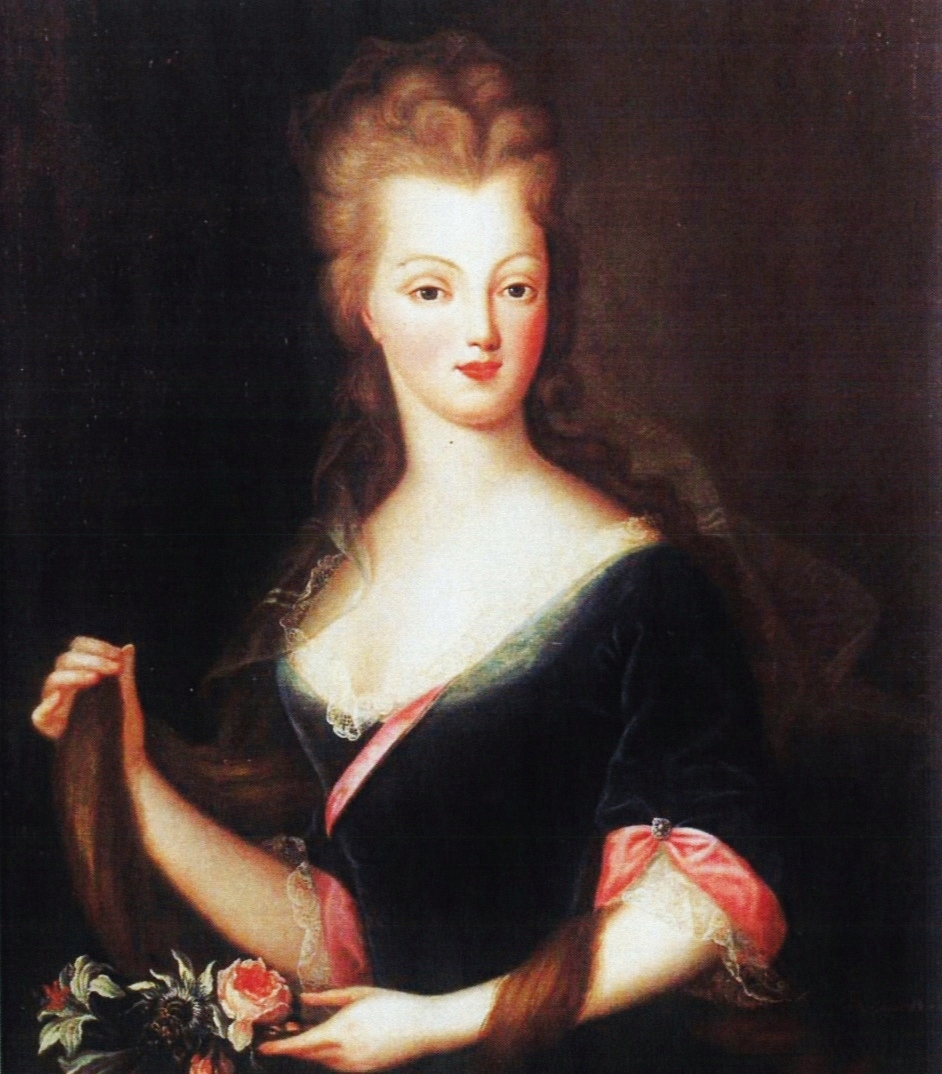
Leonor de Távora.

### Távoraaffären
År 1758 utsattes kung Josef I av Portugal för att misslyckat attentatsförsök då han överfölls på sin väg tillbaka hem efter ett möte med sin älskarinna Teresa de Tavora e Lorena, som var gift med Luis Bernardo de Tavora och svärdotter till Leonor de Távora. De två attentatsmännen arresterades, förhördes och avrättades i hemlighet av Pombal redan dagen därpå. Pombal lät sedan arrestera hela familjen Távora och anklaga dem för mordförsöket på kungen. Pombal uppgav att de avrättade attentatsmännen under förhör hade uppgett sig vara anställda av Leonor de Távora, som ville mörda kungen och placera sin släkting José de Mascarenhas da Silva e Lencastre, hertig av Aveiro, på tronen.
Samtliga åtalade dömdes till döden mot sitt nekande. De dömdas egendom konfiskerades och deras adelsvapen och namn utplånades. Både män, kvinnor och även barn ur familjen Tavora dömdes till döden, men på begäran av drottningen och kronprinsessan benådades barnen och alla kvinnor utom Leonor de Távora, som dömdes som huvudkonspiratör och ledare för hela sammansvärjningen. Historiker debatterar huruvida denna konspiration var verklig, eller påhittad av Pombal, som ville tysta den adliga oppositionen genom att röja undan dess främsta representanter och ledare.
Den 13 januari 1759 ägde avrättningarna rum i närvaro av kungen och hovet. De dömda utsattes för offentlig tortyr på avrättningsplatsen före själva avrättningen. Leonor de Távora avrättades först av alla, såsom centralfigur, före sin make och sina söner. Enligt den traditionella beskrivningen av avrättningen ska bödeln ha visat henne de olika tortyrinstrumenten uppe på plattformen. Hon ska då ha gråtit och bett honom att döda henne snabbt, vilket han också ska ha gjort genom att hugga av henne huvudet med svärd, och därmed i praktiken ha besparat henne tortyren. Enligt den franska ambassadörens rapport uppträdde hon med stort mod, och varken grät eller bad om nåd; han bekräftar att hon i praktiken besparades tortyren, och uppger bara att hon bands fast på ett "oanständigt sätt" och sedan fick sitt huvud avhugget med ett enda slag.